# Charlot nudiste
Pour plus de détails, voir Fiche technique et Distribution.

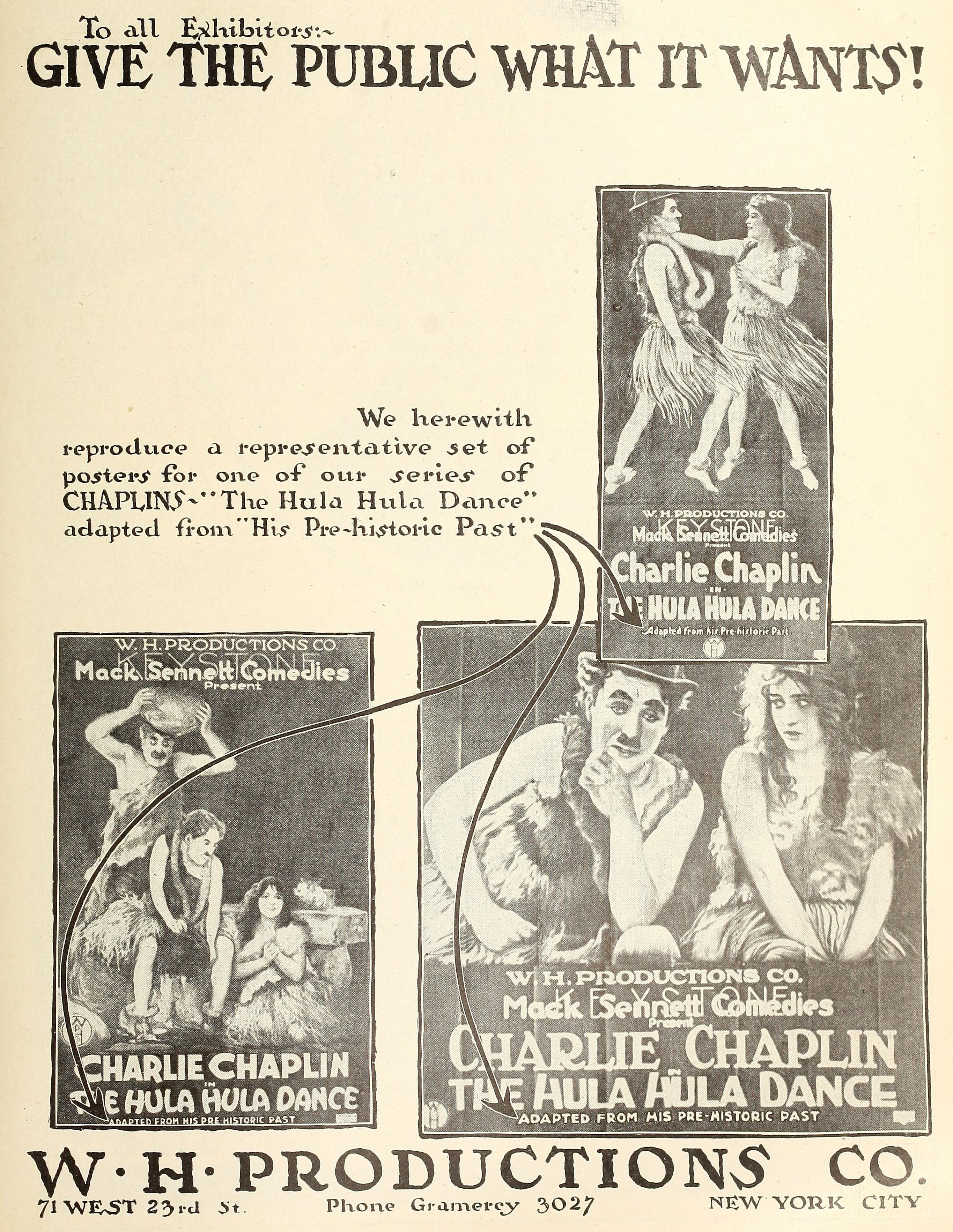
Publicité américaine (1918)

Charlot nudiste (titre original : His Prehistoric Past)  est une comédie burlesque américaine réalisée par Charlie Chaplin, sortie le 7 décembre 1914.

## Synopsis
Dans un parc, Charlot s'endort et se met à rêver. Il s'imagine alors en homme préhistorique détrônant le roi d'une tribu pour conquérir sa femme. Mais il est vite réveillé par un policier.

## Fiche technique
- Titre : Charlot nudiste
- Titre original : His Prehistoric Past
- Réalisation : Charlie Chaplin
- Scénario : Charlie Chaplin
- Photographie : Frank D. Williams
- Montage : Charlie Chaplin (non crédité)
- Producteur : Mack Sennett
- Société de production : Keystone
- Société de distribution : Mutual Film (1914)
- Pays d’origine :  États-Unis
- Langue : film muet avec les intertitres en anglais
- Format : Noir et blanc - 35 mm - 1,33:1  -  Muet
- Genre : Comédie, Film burlesque
- Métrage : deux bobines (600 mètres)
- Durée : 20 minutes
- Date de sortie : 
  - États-Unis : 7 décembre 1914
- Licence : Domaine public

## Distribution
- Charlie Chaplin : le rêveur
- Mack Swain : le roi Lowbrow
- Gene Marsh : une favorite de Lowbrow
- Fritz Schade  : le guérisseur
- Cecile Arnold : une femme préhistorique
- Al St. John : un homme préhistorique
- Sydney Chaplin : le policier
- Frank D. Williams : figuration (non crédité)